# 岡部怜南
岡部 怜南（おかべ れいな、2001年11月22日 - ）は、日本の俳優・子役タレント。東京都出身。所属はCES事務所。身長136cm。テレビ、広告などで活躍。

## 略歴
- 事務所オーディションに合格し、俳優デビュー。
- 2010年、ジョビィキッズプロダクション所属からCES所属に転移。

## 人物
- 趣味は宝石（パワーストーン）、絵を描くこと。
- 特技はダンス、百人一首。

## テレビ

### テレビドラマ
- 母親失格 （2007年、東海テレビ制作昼の帯ドラマ）
- まるまるちびまる子ちゃん （2007年4月19日 - 2008年2月28日、フジテレビ）
- ギラギラ （2008年10月17日 - 12月5日、朝日放送・テレビ朝日）
- トミカヒーロー レスキューファイアー （2009年4月4日 - 2010年3月27日、テレビ東京）- 愛 役
- こちら葛飾区亀有公園前派出所 （2009年8月1日 - 9月26日、TBS）
- 満福少女ドラゴネット （2010年7月3日 - 9月25日、tvk）
- 二十四の瞳 （2013年8月4日、テレビ朝日） - 山石早苗（5・6年生児童）役
- 水曜ミステリー9（テレビ東京） 
  - 「信濃のコロンボ事件ファイル」シリーズ （2006年）
- 金曜プレステージ
  - 外科医 鳩村周五郎10 （2012年8月17日、フジテレビ）

### 映画
- ラビット・ホラー3D （2011年9月17日、ファントム・フィルム）

## 舞台
- 夏の終わりに Smoke Company Vol.1（2011年8月31日 - 9月4日、笹塚ファクトリー）

## CM
- アリコジャパン 「こども保険 〜お子さんの為に篇〜」 （2006年）
- ECCジュニア 「ホームティーチャー」 （2007年）
- 中国電力 「でんきってなぁに？」 （2008年）
- セガトイズ 「ピカッとかけた！〜おまじない歌篇〜」 （2009年）
- カメラのキタムラ 「スタジオマリオ〜色んな衣装篇〜」 （2009年）
- LAWSON 「ローソンのちょっとした話 “アイスコーヒーの話”＆“ぽっちゃりの話”」 （2011 - 2012年、WEB - CM）

## 雑誌
- ベネッセ 「ボンメルシィ 2008年夏号」

### DVD
- ベネッセ 「こどもちゃれんじじゃんぷ 2009年8月号」